# Florian Geyer

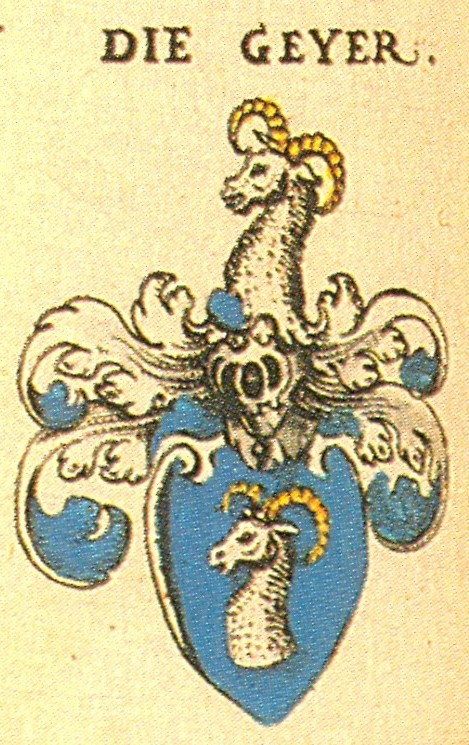
A Geyer-család címere Siebmacher gyűjteményéből

Florian Geyer (egyes helyeken Florian Geier von Giebelstadt, magyarosan: Geyer Flórián (Giebelstadt, 1490 körül – Rimpar, 1525. június 9.) frank nemes, német birodalmi lovag, Martin Luther híveként a parasztháború egyik vezére volt.

## Élete
Ochsenfurt mellett született. 1525-ben a felkelt rothenburgi pórok élére állott, és az ő pártjukon harcolt az urak és nagyok ellen. „Fekete seregével” több győzelmet aratott. A Svábföldre menekült Geyert Würzburg mellett a felkelő parasztok agyonverték.
Soroksáron utcát neveztek el róla, ami ma a Templom utca nevet viseli, és Budapest XXIII. kerületében található.

## Alakja az irodalomban
Több német regény és dráma főszereplője. Heller Róbert, Genast Vilmos, Fischer, Dillenius és Hauptmann drámai hősnek szemelték ki.
(Halálának napja a Pallas szerint június 4., és a saját sógora ölte meg).

## Emlékezete
Geyer parasztháborúban betöltött vezető szerepének  köszönhetően a nemzetiszocializmus idején a rendszer, és különösen az SS szimbolikus figurájává vált. A második világháború idején róla nevezték el a 8. SS Florian Geyer lovashadosztályt, amely a Budapestért vívott harcokban semmisült meg. Később a szocializmusban ismét ikonikus alakká vált.